# Geranomyia fremida
Geranomyia fremida är en tvåvingeart som först beskrevs av Alexander 1937.  Geranomyia fremida ingår i släktet Geranomyia och familjen småharkrankar. Inga underarter finns listade i Catalogue of Life.